# Stazione di Ferruzzano
La stazione di Ferruzzano è una stazione ferroviaria posta sulla ferrovia Jonica. Serve il centro abitato di Ferruzzano.